# 高向国押
高向 国押（たかむく の くにおし）は、飛鳥時代の人物。名は国忍とも書く。姓は臣。高向宇摩の子とする系図がある。冠位は大花上（大宝律令制の正四位に相当）・刑部尚書。子に麻呂がいる。

## 経歴
蘇我氏の配下にあったが、皇極天皇2年（643年）、山背大兄王が生駒山に逃げ込んだ際、蘇我入鹿の王追捕の命に従わず、皇極天皇の宮を守った。
皇極天皇4年（645年）、乙巳の変では、中大兄皇子（後の天智天皇）らにより入鹿が殺害されたために、漢直らと共に中大兄皇子と対立し、クーデター派に徹底抗戦の構えを見せたが、中大兄皇子の使者・巨勢徳多の説得を受け入れ、漢直を諭して軍陣を解いた。この時、国押は漢直に対して、主人である入鹿が討たれた今、蝦夷も今日明日中に討たれるだろうと述べた上で、『然らば誰が為に空しく戦ひて、盡に刑せられむか』と武装解除し、その場を立ち去ったと言う。
子の麻呂の薨伝によると、孝徳天皇朝（645年 - 654年）において刑部尚書に就いたという。